# Барышня-крестьянка (фильм, 1995)
«Ба́рышня-крестья́нка» — российский художественный фильм 1995 года по мотивам повестей «Барышня-крестьянка» и «Роман в письмах» А. С. Пушкина.

## Сюжет
Дочь помещика Лиза Муромская (Елена Корикова) хочет познакомиться с сыном хозяина соседнего имения Алексеем Берестовым (Дмитрий Щербина), но их отцы (Леонид Куравлёв и Василий Лановой, соответственно) много лет враждуют и не общаются между собой.
Узнав от служанки Насти (Екатерина Редникова), что Алексей — красив и любит ходить в лес на охоту, Лиза наряжается крестьянкой и выдаёт себя за дочь прилучинского кузнеца Акулину. Она с корзиной отправляется «по грибы», чтобы посмотреть на молодого Берестова.
Лиза знакомится с Алексеем и производит на него сильное впечатление. Он начинает искать с ней встреч, ухаживает за ней, рассчитывая получить её согласие на брак. Он готов принести в жертву своей любви отношения с отцом, наследство. Лиза также влюбляется в Алексея.
Отцы Лизы и Алексея мирятся, благодаря стечению обстоятельств — старший Муромский падает с лошади на поле Берестова и получает от него весьма любезный приём. За беседой они неожиданно для себя становятся друзьями.
Во время ответного визита в их дом отца и сына Берестовых Лиза разыгрывает маскарад, используя косметику своей воспитательницы мисс Жаксон и Алексей не узнаёт её.
Берестов-старший и Муромский решают поженить своих детей.
Узнав о решении отца Алексей врывается в дом Муромских для решающего объяснения с нелюбезной ему девушкой и узнаёт, что Лиза и есть его дорогая Акулина.

## В ролях
| Актёр                | Роль                                    |
| -------------------- | --------------------------------------- |
| Елена Корикова       | Елизавета Григорьевна (Лиза) Муромская  |
| Дмитрий Щербина      | Алексей Иванович Берестов               |
| Леонид Куравлёв      | помещик Григорий Иванович Муромский     |
| Василий Лановой      | помещик Иван Петрович Берестов          |
| Екатерина Редникова  | служанка Настя                          |
| Людмила Артемьева    | гувернантка мисс Жаксон                 |
| Евгений Жариков      | помещик Павел Петрович Рощин            |
| Вадим Захарченко     | слуга Муромских                         |
| Елена Котихина       | возница                                 |
| Алексей Шадхин       | пастух Трофим                           |
| Наталья Гвоздикова   | помещица Наталья Фёдоровна Рощина       |
| Марианна Крахмалева  | Софья Рощина                            |
| Оксана Самохвалова   | Вера Рощина                             |
| Ариадна Шенгелая     | Арина Петровна, тётушка Хлупина         |
| Юлия Артамонова      | Ненила                                  |
| Юрий Мартынов        | Павел Алексеевич, управляющий Берестова |
| Инна Выходцева       | жена Колбина                            |
| Анатолий Ведёнкин    | Владимир Яковлевич Хлупин               |
| Юрий Воробьёв        | Евгений Семёнович Захарьин              |
| Лев Поляков          | Лев Дмитрич Колбин                      |
| Светлана Аманова     | Амалия, сестра Колбиной                 |
| Валентин Голубенко   | кузнец Василий                          |
| Галина Комарова      | приказчица                              |
| Раиса Рязанова       | Анисья Егоровна, ключница Муромского    |
| Елена Ткачёва        | Лукерья Федотовна                       |
| Инна Любавина        | Мария Захарьина                         |
| Вадим Вильский       | слуга Берестовых                        |
| Владимир Епископосян | псарь Вахтанг                           |

## Съёмочная группа
- Автор сценария — Александр Житинский, Алексей Сахаров
- Режиссёр — Алексей Сахаров
- Оператор — Николай Немоляев
- Композитор — Владимир Комаров
- Художник — Людмила Кусакова
- Художник по костюмам — Виктория Ильина

## Награды
- Гран-при «Золотая лоза» и приз за лучшую женскую роль на ОРКФ «Киношок-95» в Анапе (Елена Корикова)
- Большой специальный приз жюри игровых фильмов и приз «Золотой Феникс» Гильдии актёров кино России на Международном кинофестивале «Золотой Витязь-95» (Алексей Сахаров)
- Приз жюри Кинофестиваля «Литература и кино-96» в Гатчине (Елена Корикова)
- Приз Киноакадемии «Ника» в категориях «лучшая работа художника по костюмам», «лучшая работа художника-постановщика», «лучшая музыка к фильму» за 1995 год (Виктория Ильина, Людмила Кусакова, Владимир Комаров)

## Места съёмок
Съёмки картины проходили летом-осенью 1994 года. Имение Ивана Петровича Берестова снимали в усадьбе в селе Ярополец под Волоколамском, которая принадлежала в том числе и тёще А. С. Пушкина, Наталье Ивановне Гончаровой.
Съёмки фильма частично проходили в усадьбе  Братцево (северо-запад Москвы). В частности, усадьба Братцево на время стала усадьбой Григория Ивановича Муромского, отца Лизы.

## Отличия от книги
- В повести Белкина нет эпизода с купанием девушек и молодого Алексея Берестова, который внезапно выныривает перед их обнажёнными телами. Также нет эротических сцен между Настей и пастухом Трофимом и вообще не упомянута их любовная линия
- В повести Белкина Лиза пытается по-крестьянски пройти по двору босая, но её ноги оказываются слишком нежны для травы и камней, потому на встречу с Берестовым девушка надевает лапти. В фильме она — более наивна и собирается на встречу в туфлях, а когда Настя напоминает, что крестьянки в туфлях не ходят, девушка выбегает во двор в чулках, которых крестьянки тоже не носили и уже после уколов травы вспоминает о крестьянской обуви
- В повести Белкина в эпизоде застолья с приехавшими к Муромскому в гости отцом и сыном Берестовыми, чтобы не выдать себя, Лиза «жеманилась, говорила сквозь зубы, нараспев, и только по-французски»[1]. В фильме она лишь в начале произнесла несколько фраз на английском языке, например, «What do you prefer — beef or fish?», а вся остальная беседа за столом велась по-русски, хотя Лиза старалась сделать свой голос как можно ниже по тембру и грубее
- Действие повести заканчивается на реплике: - Ага! — сказал Муромский, — да у вас, кажется, дело совсем уже слажено… — с добавлением: «Читатели избавят меня от излишней обязанности описывать развязку», тогда как в фильме после слов Муромского ещё следует довольно длинная концовка — Лиза убегает на верхний этаж усадьбы, за ней спешит Алексей, прибегают все остальные, Лиза и Алексей становятся на колени перед отцом, Муромский благословляет детей, держа икону над головой